# Velký Šenov
Velký Šenov település Csehországban, Děčíni járásban. Velký Šenov Vilémov, Lipová, Mikulášovice, Šluknov, Staré Křečany és Sohland a. d. Spree településekkel határos. Lakosainak száma 1999 fő (2024. január 1.).

## Népesség
A település lakosságának változását az alábbi diagram mutatja:
| Lakosok száma | 4015 | 4463 | 4326 | 2586 | 2338 | 1932 | 1951 | 1982 | 1889 | 1999 |
|               | 1869 | 1900 | 1921 | 1961 | 1980 | 2011 | 2016 | 2019 | 2021 | 2024 |